# 複合感覚
複合感覚（ふくごうかんかく）とは、二点識別感覚、皮膚書字覚、立体認知、二点同時刺激識別感覚といった知覚を含む高度な感覚である。触覚、痛覚といった感覚が正常であるのもかかわらず複合感覚が障害されている場合、皮質障害など視床より上位の障害が疑われる。

## 検査方法
二点識別感覚
コンパスなどで同時に二点を刺激した時、二点として知覚できる最小の距離で調べる。正常でも部位によって異なるため、明らかな延長や明らかな左右差が認められたとき頭頂葉の障害を疑う。
皮膚書字覚
皮膚に文字や数字を書いて答えさせる。
立体認知
閉眼し、コインや鍵などを触らせてそれが何かを当てさせる。
二点同時識別感覚
左右対称の二点を同時に刺激し、感覚の消去があるのかを判定する。